# Erin Huck
Erin Huck (nascida em 17 de junho de 1981) é uma ciclista estadunidense. Especializada em ciclismo de montanha, Huck competiu nos Jogos Pan-Americanos de 2015.